# Алессандро Фарнезе (принц Пармы и Пьяченцы)
Алессандро Фарнезе (итал. Alessandro Farnese; 10 января 1635, Парма — 18 февраля 1689, Мадрид) — принц Пармы и Пьяченцы из рода Фарнезе, наместник Испанских Нидерландов в 1678—1682 гг.

## Биография
Алессандро Фарнезе (также именуемому Алессандро ди Одоардо, чтобы не спутать с его прадедом, герцогом Алессандро) был вторым сыном герцога Пармы и Пьяченцы Одоардо Фарнезе и Маргариты Медичи. Его старшим братом был герцог Рануччо II Фарнезе.
За свою карьеру Алессандро Фарнезе сменил множество политических и военных должностей.
В 1656—1658 годах он был генералом на Венецианской службе в период Турецко-венецианской войны.
Затем он перешел на испанскую службу, возглавив в 1664 году итальянский контингент Испанской армии. В 1671—1677 годах он последовательно занимал должности вице-короля Наварры и Каталонии, а с 1678 по 1682 годы был наместником испанских Нидерландов (также как некогда его дед и тезка Алессандро Фарнезе).
В 1682—1687 вновь на венецианской службе.
В 1687 году Алессандро Фарнезе был назначен великим адмиралом испанского флота и государственным советником.
Кавалер Ордена Золотого руна.
Алессандро Фарнезе никогда не был женат; дети от метрессы Марии Лао-и-Карильо:
- Алессандро Мария (30 октября 1664 — 28 сентября 1726), полковник испанской армии; умер в заключении в Парме;
- Маргарита (5 июня 1665 — ноябрь 1718), монахиня;
- Изабелла (19 сентября 1666 — 27 декабря 1741), монахиня.